# Pyrinia aurora
Pyrinia aurora là một loài bướm đêm trong họ Geometridae.